# Malý Slavkov
Malý Slavkov je obec na Slovensku, v okrese Kežmarok v Prešovském kraji.
V roce 2011 zde žilo 953 obyvatel.